# Medaglia Robert Frost
La Medaglia Robert Frost è un premio letterario statunitense assegnato annualmente all'autore distintosi per l' "illustre servizio a vita alla poesia americana".
Assegnata a partire dal 1930 come "Gold Medal for Distinguished Achievement", ha assunto l'attuale denominazione dal 1984 per onorare il poeta Robert Frost, presidente onorario dal 1940 al 1963.
Oltre alla medaglia, al vincitore vanno 5000 dollari, denaro finanziato da Laura Baudo Sillerman, John e Nomi Stadler della "Ironwood Foundation" e Anne Stadler Klass della "Klass Family Foundation".
Durante la cerimonia di premiazione, il poeta laureato tiene la "Frost Medal Lecture", una lettura retrospettiva che è il momento clou della consegna.
Nel 2007 il riconoscimento assegnato al poeta e critico John Hollander ha portato alle dimissioni di alcuni membri del comitato selezionatore tra i quali lo scrittore Walter Mosley per via di controverse affermazioni fatte in passato dal poeta laureato.

## Albo d'oro[7]
- 1930: Jessie Belle Rittenhouse
- 1930:	Bliss Carman
- 1930: George Edward Woodberry
- 1941: Robert Frost
- 1942: Edgar Lee Masters
- 1943: Edna St. Vincent Millay
- 1947: Gustav Davidson
- 1951: Wallace Stevens
- 1952: Carl Sandburg
- 1955: Leona Speyer
- 1967: Marianne Moore
- 1971: Melville Henry Cane
- 1974: John Hall Wheelock
- 1976: Aloysius Michael Sullivan
- 1984: Jack Stadler
- 1985: Robert Penn Warren
- 1986: Allen Ginsberg e Richard Eberhart
- 1987: Robert Creeley e Sterling Brown
- 1988: Carolyn Kizer
- 1989: Gwendolyn Brooks
- 1990: Denise Levertov e James Laughlin
- 1991: Donald Hall
- 1992: Adrienne Rich e David Ignatow
- 1993: William Stafford
- 1994: A. R. Ammons
- 1995: John Ashbery
- 1996: Richard Wilbur
- 1997: Josephine Jacobsen
- 1998: Stanley Kunitz
- 1999: Barbara Guest
- 2000: Anthony Hecht
- 2001: Sonia Sanchez
- 2002: Galway Kinnell
- 2003: Lawrence Ferlinghetti
- 2004: Richard Howard
- 2005: Marie Ponsot
- 2006: Maxine Kumin
- 2007: John Hollander
- 2008: Michael S. Harper
- 2009: X. J. Kennedy
- 2010: Lucille Clifton
- 2011: Charles Simić[8]
- 2012: Marilyn Nelson
- 2013: Robert Bly[9]
- 2014: Gerald Stern
- 2015: Kamau Brathwaite
- 2016: Grace Schulman
- 2017: Susan Howe
- 2018: Ron Padgett
- 2019: Eleanor Wilner
- 2020: Toi Derricotte[10]
- 2021: N. Scott Momaday[11]
- 2022: Sharon Olds[12]
- 2023: Juan Felipe Herrera[13]
- 2024: Joy Harjo[14]
- 2025: Nikki Giovanni[15]